# مجموعة فوكس الترفيهية (الشرق الأوسط)
مجموعة فوكس الترفيهية العربية (المعروفة سابقًا باسم شبكة قنوات فوكس الدولية العربية) هي شركة بث تلفزيوني تجاري تعمل في الشرق الأوسط وشمال أفريقيا، وهي شركة تابعة لمجموعة فوكس الترفيهية التابعة لشركة والت ديزني. تعد إف إن جي العربية جزءًا من مجموعة فوكس الترفيهية التي تضم أوروبا والشرق الأوسط وأفريقيا.

## التاريخ
تأسست الشركة في عام 2008 من أجل عرض البرامج التلفزيونية الأمريكية في المنطقة.
في عام 2014، استحوذت الشركة على بث ستار وورلد وستار موفيز وناشيونال جيوغرافيك ذات العلامات التجارية والقنوات التي تحمل علامة فوكس التجارية وقناة في و بيبي تي في وسكاي نيوز في المنطقة من ستار تي في.
في يناير 2016، أعلنت شركة تونتي فرست سينتشوري فوكس إعادة تنظيم قنوات فوكس للترفيه. كان رؤساء الأقسام الإقليمية في FIC يقدمون تقاريرهم إلى الرئيس التنفيذي بيتر رايس ومدير البث راندي فرير في مجموعة فوكس الترفيهية في الولايات المتحدة، بدلاً من الرئيس التنفيذي السابق لشركة FIC هيرمان لوبز وغير اسم القسم إلى مجموعة فوكس الترفيهية الشرق الأوسط.
في 20 مارس 2019، استحوذت شركة والت ديزني على تونتي فرست سينتشوري فوكس، بما في ذلك مجموعة فوكس الترفيهية الشرق الأوسط.

## القنوات
تشمل القنوات التلفزيونية التي تديرها و / أو توزعها إف إن جي الشرق الأوسط ما يلي:

### الحالية
- بيبي تي في
- فوكس سيريز (مجانية على الهواء)
- فوكس نيوز
- فوكس أكشن موفيز
- فوكس فاميلي موفيز
- فوكس لايف
- فوكس كرايم
- فوكس روايات
- ستار موفيز
- ستار وورلد
- ناشيونال جيوغرافيك
- ناشيونال جيوغرافيك وايلد
- ناشيونال جيوغرافيك أبوظبي (مجانية على الهواء)
- ناشيونال جيوغرافيك (الشرق الأوسط)

### السابقة
- فوكس سبورتس
- إف إكس
- ناشيونال جيوغرافيك كيدز أبوظبي (مجانية على الهواء)
- ناشيونال جيوغرافيك فارسي (مجانية على الهواء)
- قناة في
- نات جيو بيبول